# Olivia Manning
Olivia Mary Manning (2 de marzo de 1908 - 23 de julio de 1980) fue una novelista, poetisa y crítica británica. Los argumentos de sus libros, ficticios y realistas, giraban en torno a viajes y odiseas personales, ambientadas principalmente en Europa (sobre todo en el Reino Unido e Irlanda) y Oriente Medio. Solía escribir sobre experiencias propias y, en ocasiones, apelaba también a la imaginación. Ha sido reconocida por su ojo artístico y por las vívidas descripciones presentes en sus libros.
Durante su infancia, Manning vivió en Portsmouth e Irlanda, por lo que adquirió lo que describiría como «la habitual sensación anglo-irlandesa de no pertenecer a ninguna parte». Asistió a una escuela de arte y luego se mudó a Londres, donde publicó, en 1937, su primera novela: The Wind Changes. En agosto de 1939 contrajo matrimonio con Reginald Smith («Reggie»), un conferenciante del British Council que posteriormente fue enviado a Bucarest (Rumania), y más tarde a Grecia, Egipto y Palestina a medida que los nazis fueron invadiendo el este de Europa. Sus experiencias proveyeron la base para su obra más famosa, las seis novelas que conforman The Balkan Trilogy y The Levant Trilogy, conocidas en forma colectiva como Fortunes of War. Los críticos catalogaron como irregular la calidad de su producción en general, pero Anthony Burgess describió esta serie en particular, publicada entre 1960 y 1980, como «la mejor constancia escrita ficticia de la guerra que haya sido producida por un escritor británico».
Manning regresó a Londres después de la guerra y vivió allí hasta su muerte; durante el resto de su vida escribió poesías, relatos cortos, escritos de no ficción, críticas y obras de teatro para la BBC. Tanto Manning como su esposo fueron infieles, pero jamás contemplaron la posibilidad del divorcio. Manning tuvo una relación de amistad complicada con las escritoras Stevie Smith e Iris Murdoch, ya que Manning, insegura de sí misma, sentía celos del éxito de sus amigas. Sus quejas constantes sobre todo lo que sucedía se ven reflejadas en su sobrenombre, «Olivia Moaning» («Olivia Quejas»), pero Reggie nunca flaqueó en su papel como el principal admirador de su esposa, confiado de que su talento finalmente sería reconocido. Como ella temía, la verdadera fama le llegó después de su muerte (ocurrida en 1980), cuando se llevó a la televisión una adaptación de Fortunes of War, en 1987.
Los libros de Manning han recibido poca atención por parte de la crítica. Como ocurrió durante su vida, las opiniones están divididas, en particular las que se basan en su caracterización y su descripción de otras culturas. Sus obras tienden a minimizar los problemas de género y no pueden clasificarse fácilmente como literatura feminista. Sin embargo, los estudios recientes han resaltado la importancia de Manning como una escritora de ficción bélica en un Imperio británico en decadencia. Sus obras critican la guerra, el racismo, el colonialismo y el imperialismo, y abarcan temáticas de desplazamiento y de alienación física y emocional.

## Primeros años

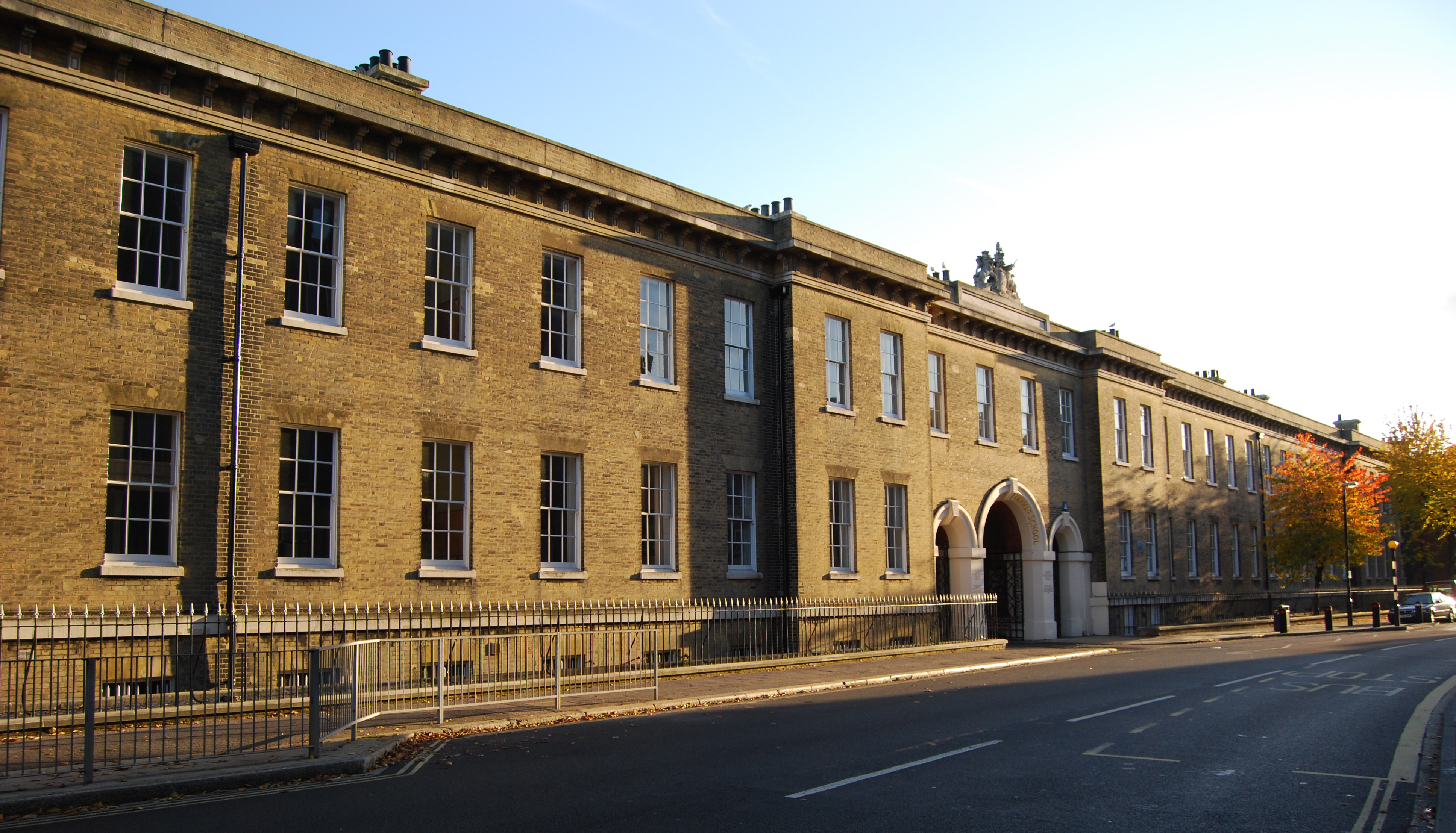
Portsmouth Grammar School.

Manning nació en North End, Portsmouth, el 2 de marzo de 1908. Su padre, Oliver Manning, fue un oficial naval que pasó de ser aprendiz naval a teniente comandante pese a la falta de enseñanza formal. Cuando tenía 45 años de edad, en una visita al puerto de Belfast, conoció a Olivia Morrow, la hija del dueño de un bar, catorce años menor que él; en menos de un mes contrajeron matrimonio, en diciembre de 1904, en la iglesia presbiteriana de su ciudad natal, Bangor, Condado de Down.
Manning adoraba a su animado, atractivo y mujeriego padre, quien entretenía a sus amigos cantando óperas de Gilbert y Sullivan y recitando poesías que había memorizado durante los largos viajes por el mar. En contraste, su madre era mandona y dominante, con «una mente tan rígida como el hierro», y tenía peleas maritales constantemente. La relación entre madre e hija, al principio cálida, se volvió tirante después del nacimiento del hermano de Manning, Oliver, en 1913; delicado y con frecuencia enfermo, pasó a ser el centro de la atención materna, para gran disgusto de Olivia, quien realizó numerosos intentos infantiles para lastimarlo. Esta infancia infeliz e insegura dejó una marca duradera que se plasmaría en su obra y su personalidad.
Manning asistió a una pequeña escuela privada para señoritas antes de mudarse al norte de Irlanda en 1916, en el primero de varios períodos que pasaría allí mientras su padre estaba en el océano. En Bangor asistió a la Bangor Presbyterian School, en Portsmouth a la Lyndon House School y posteriormente a la Portsmouth Grammar School, donde desarrolló, según ella misma, «la habitual sensación anglo-irlandesa de no pertenecer a ninguna parte». Sus compañeros de escuela la describieron como una joven tímida y propensa a rabietas; su tendencia a contar presumidas exageraciones sobre su familia la condujo al ostracismo por parte de sus pares. Apoyada por su padre, Manning leía y escribía mucho, con una marcada preferencia hacia las novelas, en especial las de H. Rider Haggard. Su madre no apoyó su afición y confiscó el material que consideraba inadecuado; cuando descubrió a su hija leyendo el Times Literary Supplement le dijo que «a los jóvenes no les gustan las mujeres que leen periódicos como ese», y le aconsejó centrarse en actividades que le pudiesen conseguir trabajo, tales como la mecanografía.
De hecho, cuando las circunstancias económicas obligaron a Manning a abandonar la escuela con dieciséis años de edad, comenzó a trabajar como mecanógrafa y pasó un tiempo como ayudante en un salón de belleza. Tomó clases nocturnas en la Escuela Municipal de Arte de Portsmouth, donde un compañero la describió como intelectual y distante. En mayo de 1928, una pintura suya fue seleccionada para una exhibición en Southsea y posteriormente se le ofreció presentar una exhibición como artista única. Manning parecía destinada a tener una carrera como artista, pero al mismo tiempo seguía teniendo interés en la literatura, y a los veinte años de edad decidió ser escritora. Su ojo artístico se demostraría más tarde a través de las intensas descripciones de paisajes presentes en sus libros.

## Principios de su carrera
Las primeras obras publicadas de Manning fueron tres novelas de detectives en forma de serie, Rose of Rubies, Here is Murder y The Black Scarab, que aparecieron en el Portsmouth News desde 1929 bajo el seudónimo de Jacob Morrow. Manning no se acreditó estos libros hasta la década de 1960; sus fechas de publicación podrían haber revelado su edad, un secreto que le escondía incluso a su esposo. Entre 1929 y 1935 escribió alrededor de veinte relatos cortos, que incluían una historia de terror que fue la primera obra publicada con su propio nombre, aunque utilizó iniciales para ocultar su género. Manning también escribió dos novelas literarias, ninguna de las cuales fue aceptada para su publicación. Sin embargo, Edward Garnett, editor literario de Jonathan Cape, quedó impresionado con el segundo manuscrito y le pidió a su asistente Hamish Miles que escribiese a Manning una nota de ánimo. Miles, un consejero literario respetado y bien relacionado, invitó a Manning a visitarlo si alguna vez viajaba a Londres. Manning, quien se sentía sofocada en Portsmouth, ya había intentado mudarse a la capital, pero su encuentro con Miles la ayudó a decidirse. Logró conseguir un puesto como mecanógrafa en la tienda de departamentos de Peter Jones y, pese a la oposición de su madre, se mudó a un apartamento pequeño en Chelsea.
Con poca comida y dinero, Manning pasaba varias horas escribiendo después del trabajo. Miles la tomó bajo su cuidado y la llevaba a cenar, conversaba con ella sobre literatura, le contaba las noticias recientes y le daba un apoyo moral al que no estaba acostumbrada. Miles era un hombre casado y tenía dos hijos, pero le contó a Manning que su esposa era inválida y ya no podía soportar el sexo; pronto se hicieron amantes. Manning más tarde recordaría que «el sexo para ambos era lo que le daba el encanto motivador a la vida».
Un caso de error de identidad, relacionado con una artista con nombre parecido, llevó a Manning a conseguir un empleo mejor remunerado como anticuaria en una tienda de muebles, donde trabajó durante más de dos años. Durante su tiempo libre continuó escribiendo; describió esta etapa como «una de las temporadas más felices» de su vida. Con el apoyo de Miles completó una novela, The Wind Changes, publicada por Jonathan Cape en abril de 1937. La novela, ambientada en Dublín en junio de 1921 durante el conflicto de Irlanda del Norte, trata sobre una mujer que debe debatirse entre un patriota irlandés y un escritor inglés que apoya a los republicanos. Tuvo una buena recepción y un crítico comentó que «la novela muestra una esperanza inusual». Poco después, sin embargo, Miles descubrió que tenía un tumor cerebral inoperable y desapareció de la vida de Manning. Dado que la aventura romántica se había mantenido en secreto, le costó mucho encontrar información sobre él y no pudo pagarse el viaje para visitarlo en el hospital de Edimburgo donde agonizaba. Perdió su empleo en Peter Jones y comenzó a trabajar con un buen sueldo en la Medici Society, pero fue despedida cuando se negó a acatar la orden de su jefe de abandonar la escritura de novelas durante la noche para conservar la energía para el trabajo diurno. Manning obtuvo otro trabajo, como encargada de evaluar el potencial que tenían las novelas nuevas para convertirse en películas para Metro-Goldwyn-Mayer, pero para la época en que logró ahorrar suficiente dinero para un viaje a Edimburgo, Miles estaba demasiado enfermo para verla. Falleció en diciembre de 1937.
Miles no solía presentarle a sus amigos del mundo literario, pero antes de su muerte se había visto obligado a presentarle a Manning a la poetisa Stevie Smith. Ambas se compenetraron inmediatamente y disfrutaron de sus paseos para explorar los callejones de Londres, con salidas regulares a museos, cines y visitas al hogar en Palmers Green que Smith compartía con una tía excéntrica. Según un amigo de ambas, Manning encontraba en la casa de Smith «una atmósfera de seguridad y comodidad que debe haber hecho que su habitación en Oakley Street pareciera aún más fría y raída». El novelista y crítico Walter Allen conoció a Manning en 1937 y observó que tenía un ingenio «devastador» y que era «una joven formidable como cualquiera en Londres». Manning y Smith, añadió, eran un malicioso par de esnobs.

## Matrimonio y Rumania
En julio de 1939, Walter Allen presentó a Manning con el marxista R. D. «Reggie» Smith. Reggie era un hombre energético de gran tamaño, poseído por un constante deseo de estar en compañía de otros. Hijo de un fabricante de herramientas de Mánchester, había estudiado en la Universidad de Birmingham, donde había sido influenciado por el poeta izquierdista Louis MacNeice y fundado la Sociedad Socialista de Birmingham. Según la organización de inteligencia británica MI5, Reggie había sido reclutado como un espía comunista por Anthony Blunt en una visita a la Universidad de Cambridge en 1938.
Cuando conoció a Manning, Reggie estaba a punto de irse a trabajar como conferenciante en Rumania, como parte de su empleo en el British Council. Se había preparado diligentemente para su encuentro con Manning mediante la lectura de sus libros, y pensaba que su obra The Wind Changes evidenciaba «signos de genialidad». Describió a Manning como una jolie laide (una belleza exótica), poseedora de cabello, manos, ojos y piel encantadores, pese a su nariz demasiado larga, y se enamoró de ella a primera vista. Cuando le pidió prestada media corona en su primera cita, y se la pagó al día siguiente, Reggie supo que se casarían. Manning no estaba tan segura como él de su relación, pero Reggie se mudó rápidamente a su apartamento y le propuso matrimonio en la cama pocas semanas después. Se casaron en la Oficina de Registro de Marylebone el 18 de agosto de 1939, con Stevie Smith y Louis McNeice como testigos. El recién casado, de manera poco convencional, no le dio a su esposa una alianza para la ceremonia. Pocos días después de la boda, la pareja se enteró de que Reggie había sido destinado a Bucarest. Partieron en cuestión de horas; Manning más tarde le escribió a Stevie Smith desde Rumania pidiéndole que averiguase qué había pasado con su apartamento y que cuidara sus libros mientras ella estuviera fuera.
La pareja viajó en tren a Bucarest y llegó el 3 de septiembre de 1939, el día en que Gran Bretaña le declaró la guerra a Alemania. En el período de entreguerras, Rumania había acudido a Francia para garantizar su seguridad contra las aspiraciones territoriales de Alemania. Sin embargo, el impacto de los Acuerdos de Múnich (1938), del Pacto Ribbentrop-Mólotov (1939) y de la batalla de Francia (1940) incrementaron la influencia y el control alemanes en Francia, e incluyeron demandas según las cuales Rumania debía ceder territorio y recursos a los invasores. La época que pasó la pareja en Bucarest coincidió con el crecimiento del fascismo y del poder totalitario dentro de la ostensiblemente neutral Rumania, mientras miles de refugiados amenazados por la guerra llegaban a sus fronteras.
Los Smith al principio rentaron un apartamento, pero más tarde se mudaron con el diplomático Adam Watson, quien estaba trabajando con el British Legation. Los que conocieron a Manning en esa época la describieron como una joven provinciana tímida que tenía poca experiencia con otras culturas. Se sentía tanto deslumbrada como horrorizada con Rumania. La elite intelectual que frecuentaba los cafés, conocida como la café society, la atraía con su ingenio y cotilleo, pero la repugnaban los rústicos y los mendigos, agresivos y a veces mutilados. Sus experiencias en Rumania fueron plasmadas en los primeros dos volúmenes de The Balkan Trilogy, La gran fortuna y The Spoilt City, considerado uno de los más importantes tratamientos literarios de Rumania durante la guerra. En sus novelas, Manning describió a Bucarest como una región ubicada al margen de la civilización europea, «una capital extraña, mitad oriental» que era «primitiva, infestada de bichos y brutal», cuyos ciudadanos eran campesinos natos, sin importar su riqueza ni su estatus.

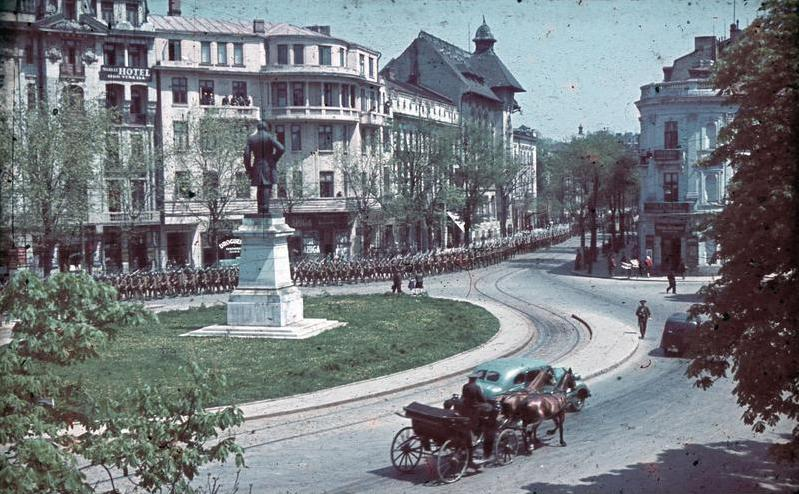
Soldados marchando en Bucarest, 1941.

Manning pasaba su tiempo escribiendo; su proyecto principal era un libro sobre Henry Morton Stanley y su búsqueda de Emin Pasha, pero también mantuvo una correspondencia íntima con Stevie Smith, llena de chismes e intriga sobre Bloomsbury. Realizó la peligrosa misión periodística de entrevistar al antiguo primer ministro de Rumania, Iuliu Maniu, en Cluj, Transilvania, en ese momento repleta de militares alemanes. La ciudad sería transferida poco después de Rumania a Hungría, como parte del Segundo arbitraje de Viena de agosto de 1940 impuesto por los alemanes y los italianos. Al igual que varias de sus experiencias, la entrevista iba a incluirse en una obra futura; otras anécdotas incluyen su imprevisto bautismo de Reggie con té helado porque temía separarse de él después de la muerte, y la producción de Reggie de una obra de teatro de Shakespeare, en la cual le habían prometido un papel protagónico que finalmente le fue dado a otro.
Reggie era implacablemente sociable, y a lo largo de su vida, su calidez, ingenio y cordialidad le dieron muchos amigos y compañeros de bebida. En contraste, Manning era reticente y no se sentía cómoda en entornos sociales, por lo que permanecía alejada de la gente. Actuaba, según sus propias palabras, como una «campo-seguidora», rezagada detrás de Reggie mientras éste iba de bar en bar; a menudo prefería irse temprano y sola a su casa. Mientras que Manning le fue fiel a Reggie durante la guerra, su amigo Ivor Porter le contó que Reggie había tenido numerosos romances clandestinos.
La inminente guerra y el crecimiento del fascismo y de la Guardia de Hierro en Rumania desconcertaron y asustaron a Manning. La abdicación del rey Carlos II y el avance de los alemanes en septiembre de 1940 aumentaron sus miedos, y le solía preguntar a Reggie «¿Pero a dónde irán los judíos?». Poco antes de que las tropas alemanas entraran en Rumania el 7 de octubre tras la invitación del nuevo dictador Ion Antonescu, Manning emigró a Grecia, y una semana después Reggie se unió a ella.

## Grecia y Egipto
Manning sufrió una ansiedad cercana a la paranoia a lo largo de su vida. Tenía una razón válida para preocuparse por Reggie, quien viajó desde Rumania hasta Grecia en la aerolínea alemana Lufthansa; los aviones de Lufthansa solían desviarse hacia los países del Eje. Sin embargo, logró llegar a salvo a destino, con una mochila y una maleta llena de libros pero sin ropa apropiada para trabajar. Reggie reanudó su ajetreada vida social, pero su esposa se relacionó muy poco con la comunidad de expatriados y prefirió dedicarse a escribir. No obstante, fue una época feliz para ella; dijo «Rumania es el extranjero, pero Grecia es el hogar». Manning tenía admiradores, entre los que estaba Terence Spencer, un conferenciante del British Council que le brindaba compañía cuando Reggie estaba ocupado con otras actividades; más tarde aparecería como el personaje de Charles Warden en Friends and Heroes, el tercer libro de The Balkan Trilogy. Poco después de su llegada, Grecia entró en la guerra contra el Eje. 

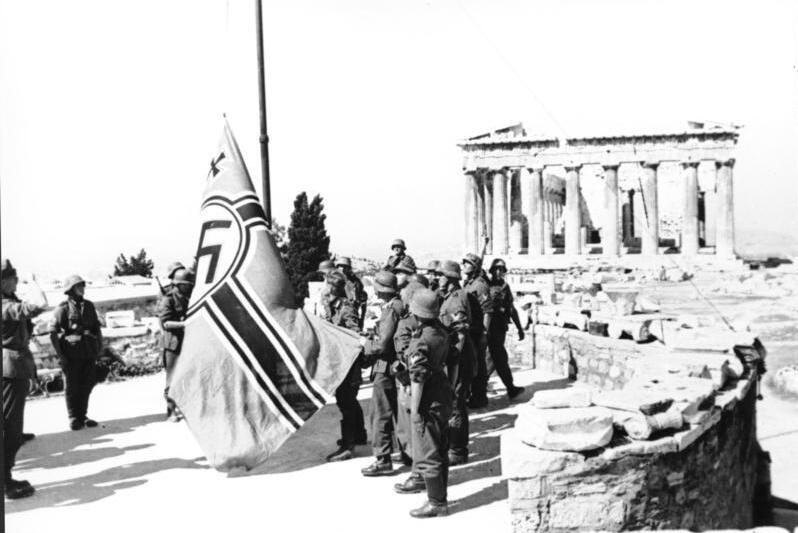
Soldados alemanes izando una bandera de batalla del Tercer Reich en las Acrópolis de Atenas, 1941.

 Pese a las primeras victorias contra las fuerzas invasoras italianas, hacia abril de 1941 el país se encontraba en riesgo de ser invadido por los alemanes; en un poema posterior Manning recordó el «horror y el terror de la derrota» de un pueblo al que había llegado a querer. El British Council aconsejó a sus empleados que abandonasen la región y el 18 de abril Manning y Reggie partieron desde El Pireo hacia Egipto en el Erebus, el último barco civil que zarpó desde Grecia.
Durante los tres peligrosos días que duró el viaje a Alejandría, los pasajeros subsistieron a base de naranjas y vino. A bordo junto con los Smith estaban el novelista Robert Liddell, el poeta galés Harold Edwards, y sus esposas; los Smith compartieron un estrecho camarote con los Edwards. La Sra. Edwards había llevado consigo una sombrerera llena de costosos sombreros parisinos, la que Manning colocaba en el pasillo fuera del camarote, pero la Sra. Edwards insistía en regresarla a su lugar. Las dos no se hablaban cerca del final del viaje, pero Manning tuvo la última palabra: cuando la Sra. Edwards abrió su caja, descubrió que Manning había aplastado los sombreros con una escupidera.
Una vez que llegaron a Alejandría, los refugiados devoraron con gratitud el alimento otorgado por el ejército británico, pero descubrieron que la esvástica ya sobrevolaba la Acrópolis. La primera impresión que tuvo Manning de Egipto fue de miseria e irrealidad: «Durante semanas vivimos en un estado de retroceso». Desde Alejandría se dirigieron en tren hacia El Cairo, donde restablecieron contacto con Adam Watson, quien había sido promovido a secretario segundo en la embajada británica. Éste los invitó a quedarse en su apartamento de Garden City, con vistas a la embajada.
Aunque nominalmente era un país independiente, Egipto había estado bajo el control británico desde el siglo XIX. Con el estallido de la guerra y bajo los términos del Tratado anglo-egipcio de 1936, el país se encontraba bajo una virtual ocupación de los británicos. En este punto de la guerra, los alemanes estaban avanzando aparentemente sin nada que los detuviese a través del desierto hacia Egipto, por lo que en El Cairo abundaban los rumores y la alarma. Manning estaba nerviosa y asustada. Sufría de ansiedad constante sobre las enfermedades y de hecho se sentía mal con frecuencia. Preocupado, Reggie sugirió que lo mejor para ella sería regresar a Inglaterra, pero Olivia le respondió: «A donde sea que vayamos, iremos juntos. Si regresamos a casa, iremos los dos. No dejaré que la guerra nos separe. Fin de la historia». Su padre la había criado como una firme partidaria del Imperio británico y de los beneficios que tenía alrededor del mundo; Manning era una británica muy patriota y estaba segura de que finalmente los Aliados triunfarían. En Egipto, sin embargo, enfrentó el hecho de que la ocupación británica jamás había sido popular. Reggie descubrió rápidamente la Unión Angloegipcia en Zamalek, donde se reunía a beber y a conversar acerca de política y poesía. Como siempre, era aceptado, y según Lawrence Durrell siempre estaba junto a un grupo de amigos de dudosa reputación. Manning era mucho menos popular. Durrell la describió como un «cóndor de nariz ganchuda», cuya forma de ser quisquillosa le resultaba molesta a muchas de las personas que la conocían.
A Manning le enfureció que el British Council no le encontrase un empleo de manera inmediata a Reggie, a quien consideraba como uno de sus profesores más brillantes. Para vengarse, escribió un verso grosero sobre el representante del Council, C. F. A. Dundas, más tarde inmortalizado como el inútil Colin Gracey en Fortunes of War. Los personajes de Manning solían basarse en personas reales, aunque nunca escribió precisamente sobre su vida. Su retrato burlón del profesor lord Pinkrose, conferenciante del British Council, estuvo vagamente basado en lord Dunsany, enviado a ocupar el cargo de Byron Chair of English en la Universidad de Atenas en 1940. También le ofendió el hecho de que Amy Smart, esposa de Walter Smart y habitual clienta de artistas, poetas y escritores de El Cairo, le hubiese prestado tan poca atención a ella y a Reggie; más tarde se vengó imitando su actitud.

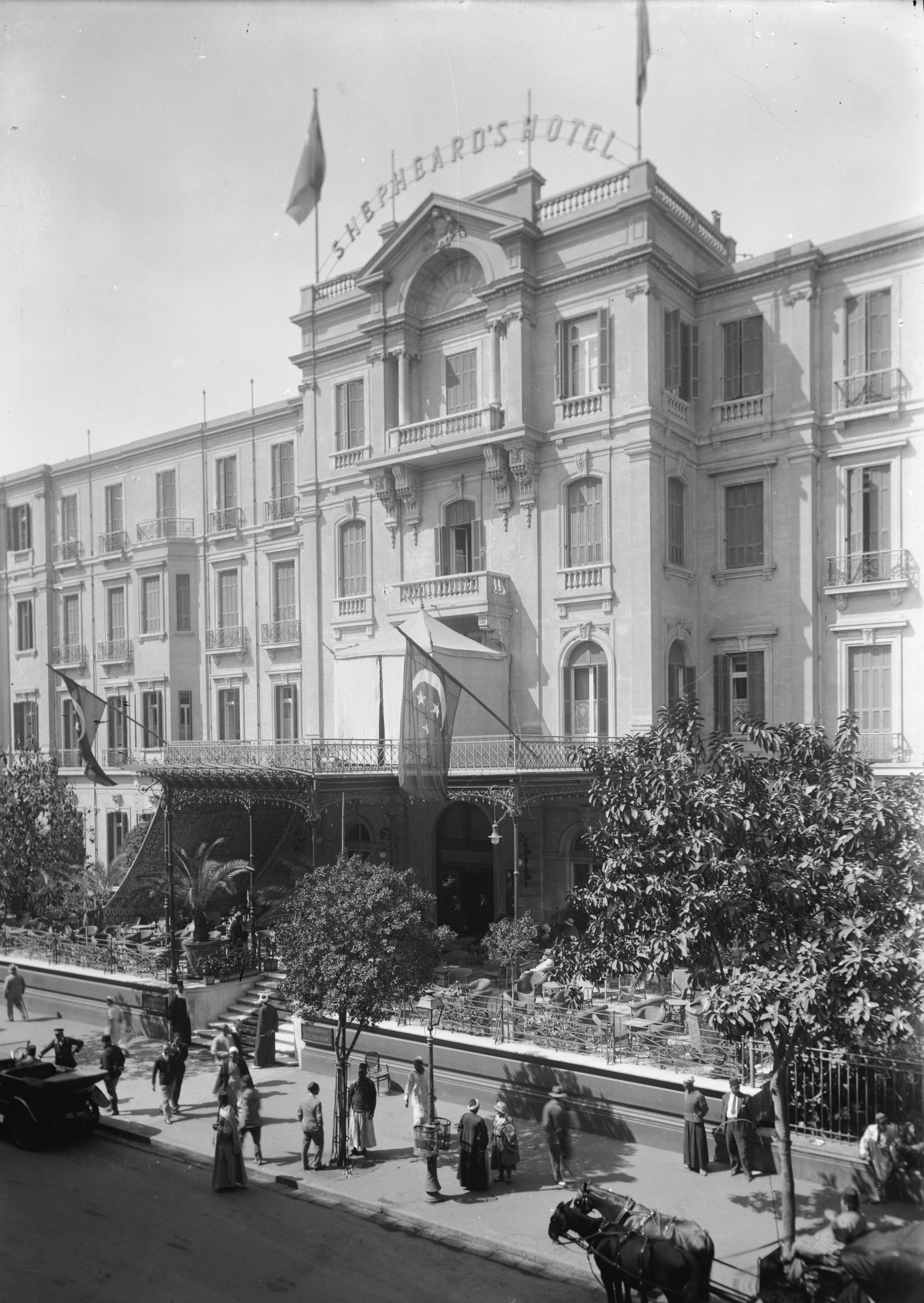
Hotel Shepheard, en El Cairo.

En octubre de 1941, Reggie recibió una oferta de trabajo como conferenciante en la Universidad de Alejandría, ubicada en la ciudad homónima. La pareja se mudó de El Cairo para compartir un apartamento con un amigo, el profesor Robert Liddell. Los alemanes bombardeaban la ciudad con regularidad y los ataques asustaban a Manning, quien irritaba a todos al insistir en que los tres bajasen al refugio antiaéreo cada vez que sonaban las sirenas. Casi inmediatamente después de llegar a Alejandría, se enteró de la terrible noticia de que su hermano Oliver había fallecido en un accidente aéreo. El trastorno emocional que le causó la noticia provocó que no escribiese novelas durante varios años.
Los ataques aéreos se volvieron insoportables para Manning y pronto volvió a El Cairo, donde en el invierno de 1941 se convirtió en asesora de prensa de la Legación de los Estados Unidos. En su tiempo libre trabajó en Guests at the Marriage, un prototipo sin publicar para The Balkan Trilogy, además de relatos cortos y poemas, algunos de los cuales le envió a Stevie Smith con la esperanza de que se publicaran. Con el correr de los años, Stevie había reflexionado sobre el hecho de que Manning había dejado de lado su amistad para casarse con Reggie, y hacia esta época sus celos se manifestaron abiertamente; en 1942 escribió un poema titulado «Asesinato», en el cual un hombre se pone de pie junto a una tumba y admite «Mi mano trajo a Reggie Smith a esta estrecha cama — / Bueno, conduce bien su alma, me temo que no soy yo el muerto». En reimpresiones posteriores, el nombre «Reggie Smith» fue reemplazado por «Filmer Smith» para ocultar la alusión, pero Manning la descubrió y se puso furiosa.
Durante el tiempo que pasó en Egipto, Manning contribuyó a dos revistas literarias de Oriente Medio: Desert Poets y Personal Landscapes, fundadas por Bernard Spencer, Lawrence Durrell y Robin Fedden. El último buscó explorar las esferas sociales y de conocimiento de los escritores exiliados durante la guerra. Los fundadores, como Manning, mantenían un lazo fuerte con Grecia en lugar de un compromiso artístico e intelectual con Egipto. Al recordar la partida de Grecia, Manning escribió «Enfrentamos el mar / Sabiendo que hasta el día de nuestro regreso seríamos / Exiliados de un país que no es el nuestro». En Egipto y más tarde en Palestina, Manning y su esposo se relacionaron estrechamente con los escritores griegos refugiados; tradujeron y editaron las obras de Yorgos Seferis y Elie Papadimitriou. Manning describió su impresión de la escena poética de El Cairo en «Poetas en el exilio», artículo incluido en la revista Horizon de Cyril Connolly. Defendió a los escritores de la reseña de un crítico londinense, el cual había dicho que estaban «desconectados»: aseguró que su trabajo estaba fortalecido por su acceso a otras culturas, idiomas y colegas escritores. Los involucrados criticaron ampliamente su artículo, incluyendo a Durrell, a quien le molestó que se elogiase la poesía de Spencer a expensas de él.
En 1942, Reggie fue seleccionado como director de Programación Inglesa y Árabe en el Palestine Broadcasting Service de Jerusalén; el trabajo comenzaría en otoño, pero a principios de julio, cuando las tropas alemanas seguían avanzando con rapidez por Egipto, logró convencer a Manning de que se mudase a Jerusalén para «preparar el ambiente».

## Palestina
La pareja pasaría tres años en Jerusalén. Apenas llegó al país, Manning contactó al Jerusalem Post para conseguir empleo y pronto la contrataron como crítica. Entre 1943 y 1944 trabajó como asistente de prensa en la oficina de información pública de Jerusalén y luego tomó un puesto idéntico en la oficina del British Council en la misma ciudad. Manning siguió trabajando en su libro sobre Stanley y Emin Pasha, y aprovechó a los conductores de vehículos del ejército que accedían a llevar de cortesía a los civiles; visitó Palestina, Petra y Damasco para reunir material destinado a trabajos futuros.

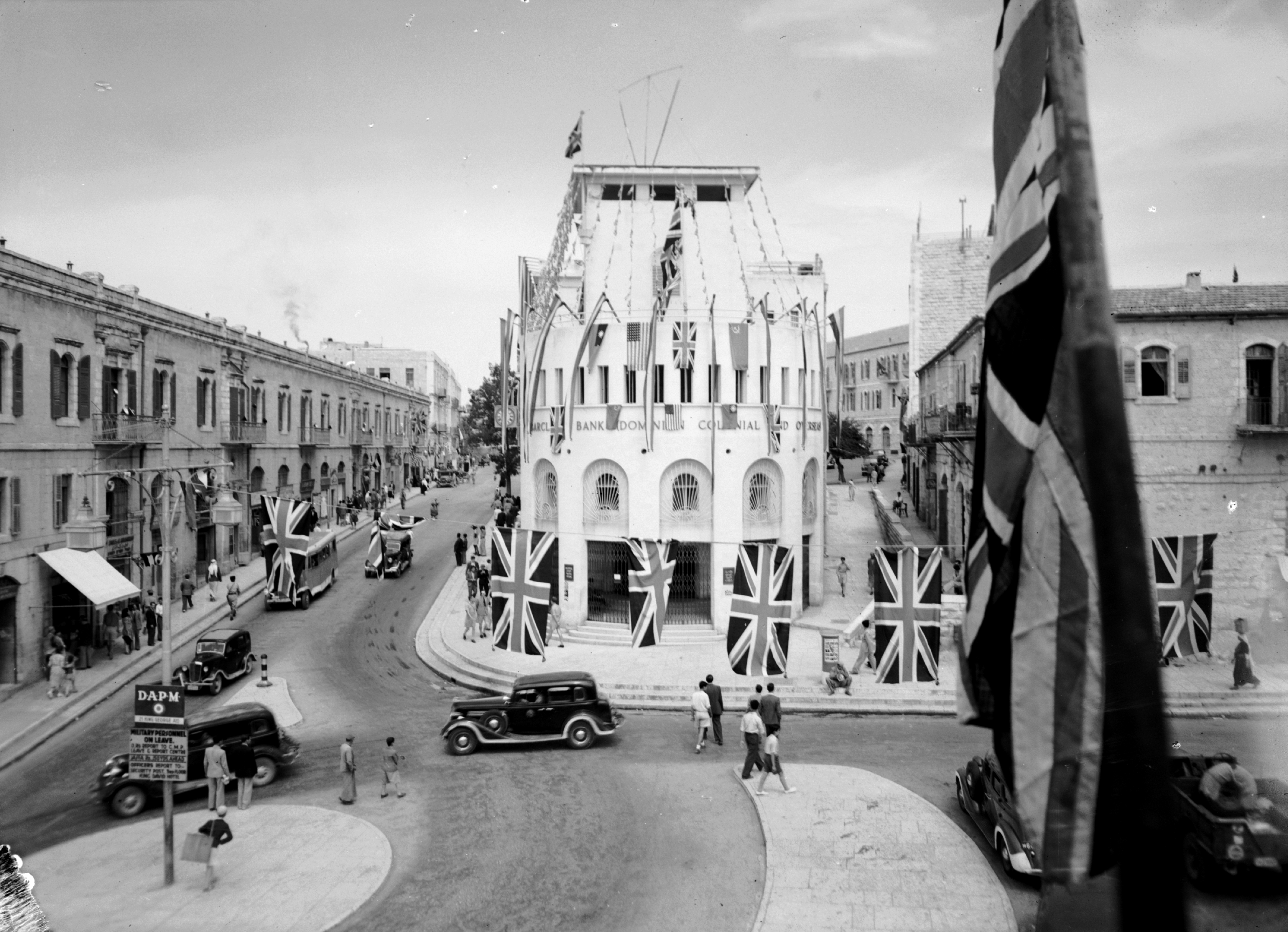
Jerusalén en 1945.

En 1944, Manning quedó embarazada; la pareja se alegró mucho y Manning se relajó y dejó de ser tan crítica hacia los demás, en especial hacia su propia madre, con la cual siempre había tenido una relación difícil. Durante su embarazo se dedicó a hacer cosas que nunca hacía: descansó, paseó, pintó e incluso tejió. Sin embargo, al séptimo mes el bebé falleció dentro del útero y como se acostumbraba en la época, Manning se vio obligada a esperar durante dos difíciles meses para dar a luz a su hijo muerto. Solía repetir con tristeza, «Soy como un cementerio andante». Destrozada emocionalmente, Manning se volvió paranoica y comenzó a temer constantemente que Reggie fuese asesinado. Éste pensó que su esposa estaba sufriendo un colapso nervioso y en octubre de 1944 la acompañó a Chipre para tomarse unas vacaciones de un mes. Al regresar a Jerusalén seguía estando lejos de su recuperación; el poeta Louis Lawler describió la pena de esta «extraña y difícil mujer» y el comportamiento «maravillosamente paciente» de Reggie, pese a que Manning llamaba a su esposo por su apellido durante este período. Manning jamás se recuperó por completo de su pérdida y rara vez hablaba o escribía sobre ella. No logró tener más hijos y posteriormente dirigiría su instinto maternal hacia los animales, especialmente hacia los gatos.
Durante su estadía en Oriente Medio, Manning había padecido amebiasis, lo que la obligó a permanecer internada en varios hospitales de El Cairo y de Palestina. Cuando terminó la guerra en Europa, en mayo de 1945, su estado de salud llevó a la pareja a decidir que Manning debía volver a Inglaterra antes que Reggie. Viajaron juntos hacia Suez, desde donde ella partió sola hacia su hogar.

## Inglaterra de posguerra
Después de una breve estadía con sus dolientes padres en la bombardeada ciudad de Portsmouth, Manning se mudó a un apartamento en Londres. Reggie llegó durante el verano de 1945 y consiguió un empleo en el Departamento de Largometrajes de la BBC. MI5 lo identificó como un espía comunista en 1947 y lo puso bajo vigilancia. Según su expediente, Reggie había estado trabajando para incrementar la influencia soviética en Rumania y en Medio Oriente durante la guerra. Manning no compartía las creencias políticas de su esposo, pero era muy consciente de que su teléfono estaba intervenido y temía que su apoyo manifiesto al comunismo lo conduciría a perder su empleo en la BBC. Reggie fue transferido poco después de Largometrajes al departamento de Drama, menos sensible políticamente. La vigilancia cesó cuando renunció al Partido Comunista, después de la invasión rusa a Hungría en 1956.
Manning también trabajó para la BBC; escribió libretos adaptados de novelas de George Eliot, Arnold Bennett y Ada Leverson. Completó su libro sobre Stanley y Emin Pasha, titulado The Remarkable Expedition en el Reino Unido y The Reluctant Rescue en los Estados Unidos, publicado en 1947, y posteriormente reimpreso en 1985. El libro recibió críticas generalmente positivas, pero continúa siendo desconocido en comparación con otros. En 1948, Heinemann publicó su libro de relatos cortos Growing Up. La historia principal es un cuento en el cual relató en forma de ficción su aventura romántica con Hamish Miles. Manning continuaría con Heinemann como editor hasta 1974.

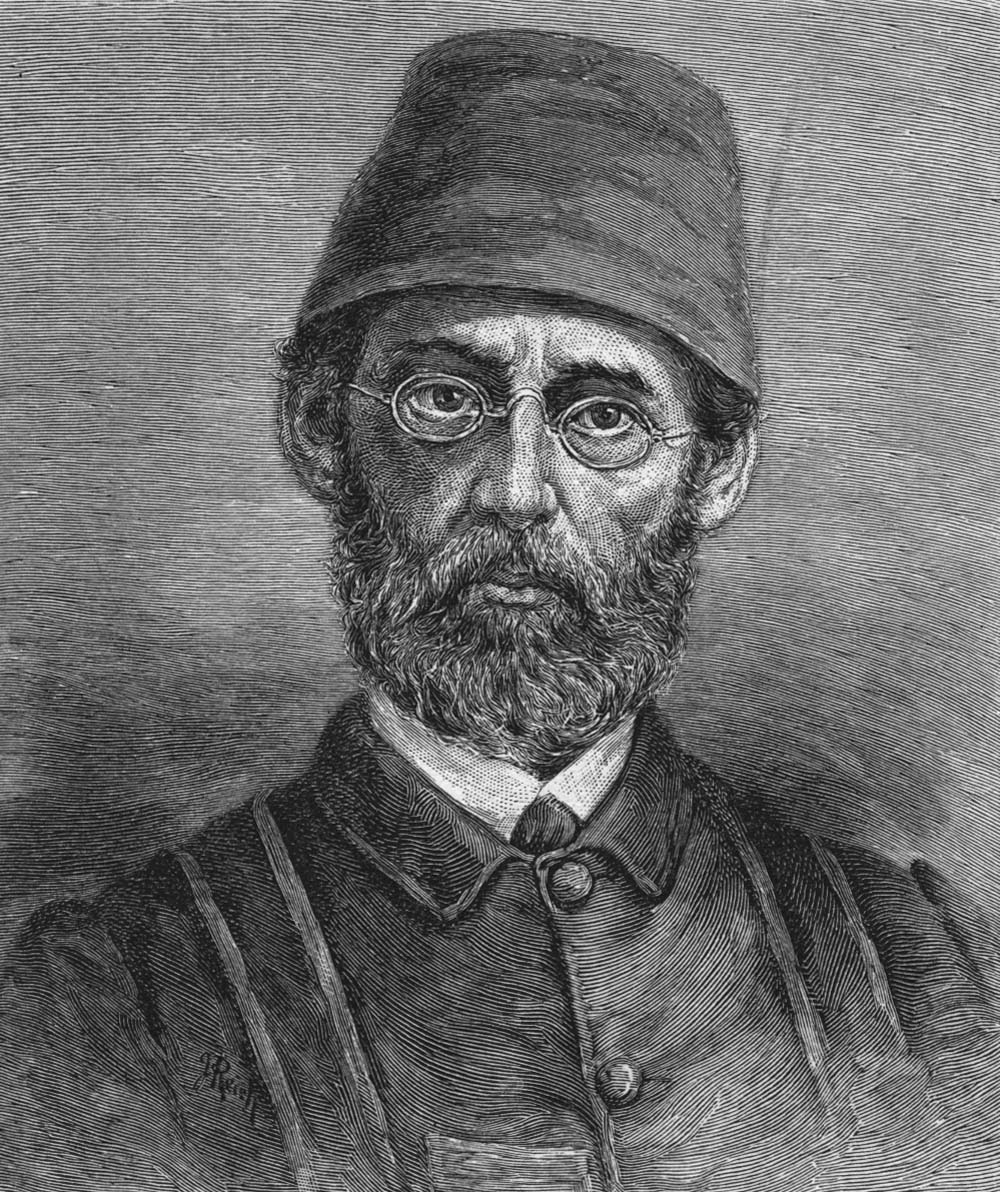
Emin Pasha, en quien se basó el libro The Remarkable Expedition.

Después de vivir en varios departamentos rentados, en 1951 la pareja se mudó a una casa en St John's Wood, donde subarrendaron habitaciones a huéspedes tales como los actores Julian Mitchell y Tony Richardson. Abastecida con mucho gin and tonic para superar su timidez, Manning podía participar con ingenio en la esfera literaria de Londres; al igual que durante su infancia, decía mentiras jactanciosas, como la ocasión en que aseguró que tenía una relación de parentesco con Marie Belloc Lowndes y que había recibido una propuesta matrimonial de Anthony Burgess la mañana siguiente al fallecimiento de la esposa de éste. Su inseguridad también se demostraba en otros ámbitos: estaba muy pendiente de las finanzas y siempre alerta para encontrar formas de hacer y ahorrar dinero. Después de la guerra, tanto ella como Reggie fueron infieles. En las fiestas, Reggie solía preguntarles a otras mujeres si estaban interesadas en encuentros extramaritales, mientras se cree que Manning tuvo aventuras románticas con William Gerhardie y Henry Green, y que además se embarcó en una búsqueda amorosa no correspondida con su huésped Tony Richardson. Jerry Slattery, su médico, fue su amante durante mucho tiempo; su infidelidad fue una gran sorpresa para Reggie, quien sintió que había decepcionado a su esposa. Sin embargo, después de un comienzo difícil Reggie se recuperó y pronto trabó una gran amistad con Jerry. El adulterio de Manning en cierta forma hizo que para Reggie fuese más fácil justificar sus propios amoríos frecuentes, incluyendo su larga relación con Diana Robson, quien se convertiría en su segunda esposa. Manning nunca le prestó demasiada atención a la infidelidad de su esposo y solía responder «ya sabes cómo es Reggie». La pareja jamás contempló la posibilidad del divorcio, ya que ambos opinaban que el matrimonio era un compromiso de por vida.
La primera novela de Manning de la posguerra, Artist Among the Missing, un recuento evocador de su vida en el Oriente Medio, fue publicada en 1949 y recibió críticas heterogéneas. Trabajó en un libro de turismo de Irlanda, The Dreaming Shore, el cual se basó en su educación anglo-irlandesa, pero resultó ser «una cruz» ya que la obligó a realizar varios costosos viajes a Irlanda. El libro se destacó por su opinión de que Irlanda algún día se unificaría. Manning continuó la serie de publicaciones con A School for Love, publicada en 1951. La novela trata sobre un niño que crece en Palestina durante la Segunda Guerra Mundial. Con su publicación, Reggie, en quien Manning confiaba ampliamente por su juicio literario, su ayuda y su apoyo, declaró: «Mi Olivia es lo que podría llamarse una autora establecida». La novela recibió críticas generalmente positivas, pero debió enfrentar la posibilidad de que Clarissa Graves (hermana de Robert), en quien puede haberse basado Miss Bohun, uno de los personajes de la novela, le iniciase un pleito por difamación.
Manning complementó la escritura de libros con las críticas para The Spectator, The Sunday Times, The Observer y Punch, entre otras, además de sus contribuciones ocasionales para el Palestine Post. En 1953 publicó su cuarta novela, A Different Face. Ambientada en una ciudad gris basada en Portsmouth, la ciudad natal de Manning, narra los intentos del protagonista por abandonar su pueblo. El libro no fue bien recibido por la crítica, y, como siempre, Manning se sintió despreciada y pensó que no había recibido la crítica que merecía. Su inseguridad neurótica y su perfeccionismo la convertían en una persona difícil de tratar y fácil de ofender, y estaba muy consciente de que escritores más jóvenes la estaban dejando atrás. Un ejemplo de estos escritores era Iris Murdoch, con quien Manning compartía un interés por los platos voladores y una amistad incómoda que estaba marcada por la envidia ante el gran éxito de Murdoch, más joven que ella. Manning sabía que era rencorosa, pero no podía solucionarlo, y con frecuencia criticaba a sus amigos escritores con los demás. Sin embargo, solía elogiar y admirar a Ivy Compton-Burnett, a quien había conocido en 1945 y cuya amistad valoraba en gran medida. Se quejaba sobre su editor Heinemann y sobre la falta de reconocimiento hacia ella por parte de sus contemporáneos: Anthony Powell la describió como «la rezongona más grande del mundo» y el editor recordó que Manning «nunca había sido una escritora fácil de manejar». Un amigo la apodó «Olivia Moaning» («Olivia Quejas»), y otros comenzaron a llamarla así, para gran desagrado de Manning.
En 1955 publicó The Doves of Venus, el cual se basó en su experiencia en Londres durante la década de 1930; las dos amigas protagonistas, Ellie Parsons y Nancy Claypole, son similares a Manning y Stevie Smith. En el libro, una Ellie aislada del mundo busca escapar de una madre abrumadora. Las críticas fueron en general favorables, pero Manning no se dio por satisfecha. Tal vez molesta por su caracterización en la novela, Stevie Smith escribió lo que Manning describiría como una «crítica maliciosa»; las dos grandes amigas apenas se hablaron desde entonces, pese a que Smith se esforzó por volver a acercarse. Finalmente, sin embargo, Manning la perdonó a regañadientes: al descubrir que Smith padecía de una enfermedad terminal, señaló: «Bueno, si está verdaderamente enferma, tendremos que olvidar el pasado».
Le dedicó mucho tiempo y atención a los animales, especialmente a los gatos siameses, a los que les tenía un cariño especial. Se preocupaba mucho por la salud y el bienestar de sus mascotas y los llevaba con ella cuando visitaba a sus amigos, junto a varias botellas de agua caliente para ellos por si descendía la temperatura. Despedía veterinarios con frecuencia (a uno le dijo «No te pago para que me digas que mi animal no tiene nada malo») y en ocasiones llegó a contactar a curanderos para animales. Además, apoyaba con un gran compromiso las organizaciones en contra de la crueldad hacia los animales. Su amor e interés por los gatos se vio plasmado en su libro Extraordinary Cats, publicado en 1967.
En diciembre de 1956, Manning publicó My Husband Cartwright, una saga de doce bosquejos sobre Reggie que originalmente habían sido publicados en la revista Punch. No fue muy tomada en cuenta por la crítica, y como era usual, Manning se sintió frustrada y enojada. El libro sería un precursor del retrato de su esposo en Fortunes of War; detallaba episodios cómicos que resaltaban el carácter de Reggie, incluyendo su naturaleza sociable y su interés por las causas sociales: «Mi esposo Cartwright ama a sus camaradas. Los que aman a sus camaradas pueden ser exasperantes [...] En el período en que daba conferencias en el exterior, de repente concibió un rencor hacia las 'vistas', en especial las vistas 'inútiles', tales como las ruinas o las tumbas. Debes suponer que si no fuera por las distracciones tales como Tiberias, el Valle de los Reyes o Hadrian's Villa, los turistas en el extranjero se entretendrían únicamente en aliviar la pobreza».

## The Balkan Trilogyy otras obras
Entre 1956 y 1964 el principal proyecto de Manning fue The Balkan Trilogy, una saga de tres novelas basadas en su experiencia durante la Segunda Guerra Mundial; como siempre, Reggie la apoyó y alentó. Los libros describen el matrimonio de Harriet y Guy Pringle, quienes viven y trabajan en Rumania y Grecia, y termina con su escape a Alejandría en 1941 poco antes de la invasión de los alemanes. Guy, un hombre tan admirable como poco satisfactorio, y Harriet, una mujer orgullosa e impaciente en forma alternada, pasan de la pasión a la aceptación de la diferencia. Manning dijo que los libros eran capítulos largos de una autobiografía y las primeras versiones estaban escritas en primera persona. Sin embargo, hubo rasgos significativos de ficción. Mientras que Manning tenía treinta y un años y Reggie veinticinco en el estallido de la guerra, el alter ego de Olivia, Harriet, tenía apenas veintiún años de edad y su esposo era un año mayor. Manning era una escritora de profesión, mientras que su creación no lo era.

El Palacio Real, en Bucarest, Rumania, hacia 1941.

El primer libro de la trilogía, La gran fortuna, recibió críticas desiguales, pero los volúmenes posteriores, The Spoilt City y Friends and Heroes fueron halagados en general; Anthony Burgess anunció que Manning estaba «entre las más consumadas de nuestras novelistas mujeres» y se la comparó con Lawrence Durrell, Graham Greene, Evelyn Waugh y Anthony Powell. Algunos críticos fueron más duros, y como era frecuente, despertaron la ira de Manning.
Después de la publicación del último volumen de The Balkan Trilogy en 1965, Manning trabajó en su libro sobre gatos y en una antología de relatos cortos, A Romantic Hero and Other Stories; ambos se publicaron en 1967. Otra novela, The Play Room (publicada en los Estados Unidos como The Camperlea Girls), apareció en 1969. Tanto el libro de relatos cortos como The Play Room contenían temáticas homosexuales, un tópico que interesaba a Manning. El segundo fue una exploración de las vidas y los intereses de los adolescentes que no tuvo éxito, aunque las críticas fueron alentadoras en general. Se le propuso crear una versión cinematográfica y Ken Annakin le pidió que escribiese el libreto. La película, con más escenas lésbicas explícitas que en el libro, apenas había comenzado a realizarse cuando el dinero se agotó; más tarde se desarrolló una segunda versión, con un libreto muy diferente, pero tampoco llegó a buen puerto. «Todo quedó en la nada», dijo. «Desperdicié mucho tiempo y hay cosas que no puedes permitirte hacer cuando tienes sesenta años». En este momento seguía negando su edad, ya que en realidad tenía sesenta y dos años.

## The Levant Trilogy
Durante la década de 1970 se sucedieron numerosos cambios domésticos: la pareja se mudó a un departamento más pequeño, ya que Reggie se había retirado tempranamente de la BBC y en 1972 había comenzado a trabajar como conferenciante en la New University of Ulster de Coleraine. La pareja posteriormente vivió separada durante largos períodos, ya que Manning rechazaba la idea de mudarse a Irlanda.
Manning siempre había observado de cerca a la vida y poseía una memoria fotográfica. Le dijo a su amiga Kay Dick: «Escribo basándome en la experiencia, no tengo fantasía. Creo que nada de lo que viví haya sido despreciado». Sin embargo, su novela The Rain Forest de 1974 demostró su habilidad creativa mediante una descripción de una isla ficticia en el océano Índico y de sus habitantes. Ambientada en 1953, los personajes principales de la novela son una pareja británica; el libro examina sus experiencias y tragedias personales dentro de un contexto marcado por el violento final al dominio colonizador británico. El libro es uno de los menos conocidos de Manning y la desilusionó el hecho de que no fue incluido en la lista de los preseleccionados para el Premio Booker.
A principios de 1975 Manning comenzó The Danger Tree, al cual describió por un tiempo como «La cuarta parte de la Balkan Trilogy»; finalmente, se convirtió en la primera novela de The Levant Trilogy, en la que continuó la historia de los Pringle en Oriente Medio. El primer libro resultó ser muy dificultoso de escribir, en parte por la falta de confianza que tenía Manning en su poder de inventiva: el libro yuxtapone la experiencia de un oficial joven en la guerra del Desierto, Simon Boulderstone, con las vidas más seguras de los Pringle y su círculo. Manning, fascinada por las relaciones entre hermanos y recordando la muerte de su propio hermano, también desarrolló en el libro la relación entre Simon y su hermano mayor, Hugo. Sentía que no tenía capacidad suficiente para escribir sobre soldados y sobre escenas militares; los primeros críticos estuvieron de acuerdo y consideraron sus libros como poco convincentes e improbables, aunque más tarde otros serían considerablemente más amables.

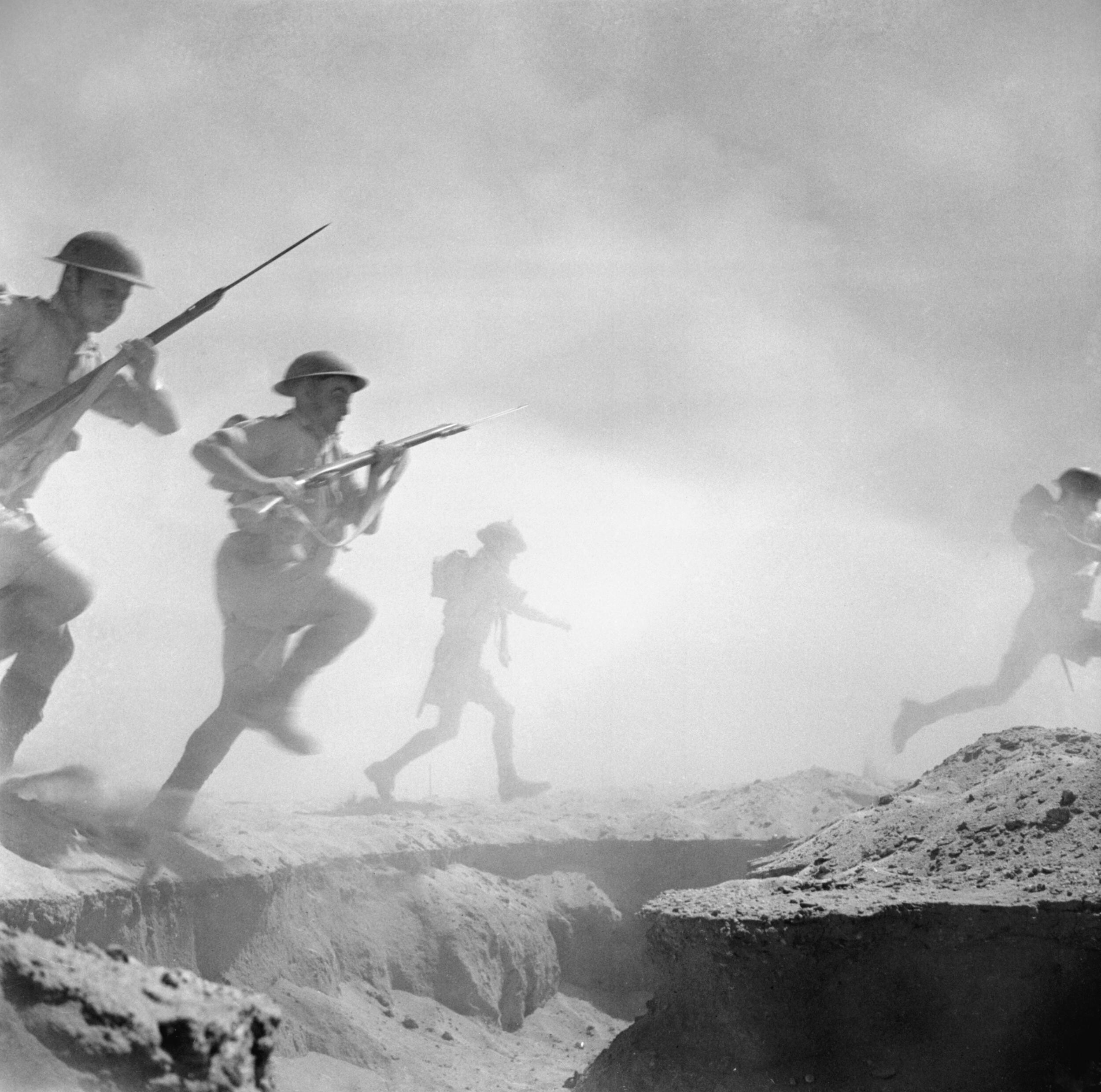
Soldados británicos en El Alamein durante la guerra del Desierto.

Algunas partes del libro fueron inventos y otras se basaron en incidentes de la vida real. El primer capítulo de The Danger Tree describe la muerte accidental del joven hijo de sir Desmond y lady Hooper. El incidente tuvo una base real: el hijo de ocho años de edad de sir Walter y lady Amy Smart había muerto al recoger una bomba en un picnic en el desierto, en enero de 1943. Al igual que como se describe en la novela, sus padres, destrozados por el dolor, habían tratado de alimentar al niño por un orificio en la mejilla. Manning había estado enojada durante mucho tiempo con los Smart, dado que éstos no la habían incluido a ella ni a Reggie dentro de su círculo artístico en El Cairo. Sin embargo, la escena le pareció de mal gusto incluso a los amigos de Manning, quienes se enfurecieron de que la silenciosa y fiel lady Smart estuviese asociada con la Lady Hooper de Manning, alguien totalmente diferente. Pese a que tanto sir Walter como su esposa habían fallecido para la época de la publicación, el editor de Manning recibió una carta documento escrita en representación de la familia Smart, en la cual protestaban por la escena y requerían que no hubiese más referencias al incidente o a la pareja en volúmenes futuros. Manning ignoró ambos pedidos. Para crear el personaje de Aidan Pratt se inspiró en el actor, escritor y poeta Stephen Haggard, a quien había conocido en Jerusalén. Al igual que Pratt, Haggard se suicidó en un tren, durante un viaje de El Cairo a Palestina, pero en el caso de Haggard la causa había sido el fin de su relación con una hermosa mujer egipcia y no un amor homosexual no correspondido. Después de quejarse durante años de su editor, Heinemann, Manning cambió a Weidenfeld & Nicolson y permaneció con ellos durante el resto de su vida. The Danger Tree resultó ser un considerable éxito de crítica y aunque Manning volvió a decepcionarse porque su obra no fue seleccionada para el premio Booker, el Yorkshire Post la seleccionó como su Mejor Novela de 1977. Previamente, en 1976, se le había otorgado la Orden del Imperio Británico.
Con Memoirs de Bernard Montgomery como guía, a Manning se le facilitó escribir las escenas de batallas en el segundo volumen de la trilogía, The Battle Lost and Won. Después de un comienzo lento, escribió con seguridad y rapidez; completó el libro en siete meses y lo publicó en 1978. El libro muestra la vida de los Pringle cuando Rommel y los Afrika Korps se acercan a Alejandría, donde Guy da clases. Egipto continúa siendo un lugar de privilegio y de intercambio sexual para los no combatientes, y el matrimonio de los Pringle se va desintegrando poco a poco.

## Últimos años
A Manning le afectó profundamente la repentina muerte de Jerry Slattery en 1977, su amante y confidente durante más de un cuarto de siglo. Los últimos años de la escritora también se complicaron por el deterioro físico; la artritis la afectaba cada vez más, debió someterse a operaciones de reemplazo de cadera en 1976 y en 1979, y sufría de mala salud en general por la amebiasis que había sufrido en Medio Oriente. No obstante, Manning comenzó a trabajar en la última novela de The Levant Trilogy, The Sum of Things, en la cual Harriet acepta regresar al Reino Unido, pero una vez que se despide de Guy, cambia de opinión. La novela describe los viajes de Harriet por Siria, Líbano y Palestina, observa la supuesta viudez de Guy en El Cairo después de que descubre que el barco de Harriet se había hundido, y detalla las lesiones de Simon Boulderstone sufridas durante la batalla de El Alamein y su posterior recuperación.
The Sum of Things fue publicada de manera póstuma, ya que el 4 de julio de 1980 Manning sufrió un severo ataque mientras estaba en una visita a sus amigos en la isla de Wight. Falleció en el hospital el 23 de julio; Reggie, como era común, estaba en Irlanda y no estuvo presente cuando su esposa falleció. No podía soportar verla «desvanecerse» y se fue a Londres para mantenerse ocupado. Manning había predicho desde siempre que Reggie, siempre impuntual, llegaría tarde a su funeral, y casi estuvo en lo cierto. Además, su período de duelo, caracterizado por transiciones abruptas entre llanto y risas casi histéricas, fue precisamente como había imaginado Manning la reacción de Guy Pringle ante la supuesta muerte de Harriet en The Sum of Things. Manning fue cremada y sus cenizas enterradas en la Mansión Billingham, en la Isla de Wight.
Manning se había quejado desde hacía mucho tiempo sobre la falta de reconocimiento que había recibido como escritora y no se consolaba cuando su esposo y sus amigos le respondían que su talento sería reconocido y sus obras leídas en los años venideros. Decía: «Quiero ser famosa ahora, Ahora». Como siempre había temido, se la reconoció como escritora y se la comenzó a leer más principalmente después de su muerte; en 1987 se llevó a la televisión una versión de Fortunes of War protagonizada por Emma Thompson y Kenneth Branagh, presentando su obra ante una audiencia más amplia.

## Obra

### Recepción
Más allá de la popularidad póstuma de Fortunes of War, la mayor parte de los libros de Manning son muy difíciles de encontrar a la venta y han recibido poca atención por parte de la crítica. De sus libros, sólo Fortunes of War, School for Love, The Doves of Venus, The Rain Forest y A Romantic Hero continúan en la imprenta. Algunas de sus novelas, principalmente Fortunes of War, han sido traducidas al francés, alemán, finés, danés, sueco, español, griego, rumano y hebreo. Al igual que durante su vida, las opiniones están divididas; algunos aseguran que sus libros están «estropeados por la autoindulgencia y una falta de autojuicio», y critican los retratos estereotipados y caricaturados de grupos étnicos y religiosos. Otros elogiaron la narrativa firme, perspicaz y convincente y la excelente caracterización. Sus argumentos se presentaban en la forma de viajes, odiseas y búsquedas tanto en sentido literal como metafórico. El talento de Manning para las «exquisitas evocaciones de los lugares», incluyendo los aspectos físicos, culturales e históricos, ha sido ampliamente admirado, y el crítico Walter Allen elogió su «ojo de pintora para el mundo visible».

#### Fortunes of War
La obra más famosa de Manning, los seis libros que conforman Fortunes of War, han sido descritos como «las novelas más menospreciadas del siglo XX» y a la autora como «una de las mejores exponentes del roman-fleuve del siglo». Escrita durante la Guerra Fría, más de dieciséis años después del período que describe, The Balkan Trilogy, ambientada en Rumania y Grecia, es considerada como uno de los mayores logros en lo que se refiere al tratamiento literario de la región durante la guerra, aunque fue criticada por las imágenes del Balcanismo propias de la Guerra Fría y por la incapacidad de Manning para «dejar de lado su antipatía hacia todo lo rumano». The Levant Trilogy, ambientada en Oriente Medio, fue elogiada por sus detalladas descripciones de la experiencia de Simon Boulderstone en la Guerra del Desierto y por la yuxtaposición de los Pringle y su matrimonio con los eventos importantes que sucedían en el mundo. Se han reimpreso extractos de la novela en antologías de literatura bélica compuesta por mujeres. 
Theodore Steinberg sostiene que Fortunes of War debe ser vista como una novela épica, ya que tiene un amplio alcance y un elenco grande de personajes interesantes situados en un punto central de la historia. Al igual que otras novelas épicas, los libros desarrollan temáticas personales y nacionales interrelacionadas. Hay referencias frecuentes a la caída de Troya, como la producción de Guy Pringle de la obra de Shakespeare Troilo y Crésida, en la cual los expatriados británicos se interpretan a sí mismos mientras Rumania y Europa reflejan la destruida Troya. Según la perspectiva de Steinberg, los libros también desafían las convenciones típicas del género masculino sobre la novela épica al mostrar la guerra principalmente mediante los ojos de un personaje femenino «quien con frecuencia contrasta su percepciones con las de los hombres que la rodean». Por el contrario, Adam Piette ve el libro como una novela épica fallida; la considera el producto del deseo propio de la época de la Guerra Fría de reprimir el cambio, ilustrado mediante «el enfoque obstinadamente autocompasivo de Harriet hacia su matrimonio» sin luchar contra el radicalismo de la guerra, y el destino de sus víctimas como lo representa Guy y su compromiso político.

#### Otras obras
Las otras obras de Manning han sido catalogadas como precursoras de las dos trilogías. Su novela de preguerra, The Wind Changes (1937), ambientada en Irlanda, anticipa las obras venideras en su «exploración discreta de las relaciones frente a la guerra como telón de fondo». Sus obras de posguerra, las cuales están ambientadas en forma alternada en su hogar y en el extranjero, se consideran pasos no exitosos en el proceso de clarificar sus ideas sobre una guerra de expatriados y cómo escribir sobre ellas. Las novelas e historias ambientadas en Inglaterra e Irlanda están impregnadas con lo añejo y con el descontento, mientras que las del exterior resaltan el entusiasmo y la aventura de sus obras posteriores. Dos libros ambientados en Jerusalén, The Artist Among the Missing (1949) y School for Love (1951), su primer éxito comercial y crítico, también son primeros pasos en su exploración de temas tales como la guerra, el colonialismo y el imperialismo británico.
Manning escribió críticas, adaptaciones radiales, libretos y varios libros de no ficción. Su libro The Remarkable Expedition (1947) sobre Emin Pasha y Henry Stanley tuvo críticas generalmente favorables, y cuando se reimprimió en 1985 fue elogiado por su humor, por su narración y por su justicia hacia ambos temas. The Dreaming Shore (1950), un libro turístico sobre Irlanda, recibió una crítica desigual incluso por parte de su viejo amigo Louis MacNeice, pero algunos extractos de este y de otros libros de turismo irlandés de Manning han sido posteriormente admirados e incluidos en antologías. El libro Extraordinary Cats (1967) trata principalmente sobre las amadas mascotas de Manning y la crítica de Stevie Smith en el Sunday Times sostuvo que el libro era «más agitado que original». La autora publicó también dos sagas de relatos cortos, Growing Up (1946), la cual fue muy bien recibida, y A Romantic Hero and Other Stories (1967); esta última incluye otras historias del volumen anterior y presenta un marcado sentido de la mortalidad.

### Temáticas

#### Guerra
A diferencia de otras obras de ficción bélica escritas por mujeres durante este período, las obras de Manning no relatan la vida de las esposas e hijas que se quedaban en el hogar. En su lugar, sus obras ficticias sobre Irlanda y sobre la Segunda Guerra Mundial muestran la vida de los combatientes y no combatientes en el frente y detrás de las líneas. Las guerras, como las veía Manning, eran batallas para conseguir tierras e influencia, y, según la historiadora Nancy Lewis, «con su surtido de imágenes y falsas impresiones, Manning nos recuerda que las guerras terrestres han sido continuas». Sus libros no celebran el heroísmo británico ni la inocencia de los civiles, sino que enfatizan que las causas y los peligros de la guerra provienen más de adentro que de afuera, y que las amenazas más grandes son los compatriotas británicos. Los militares no son en absoluto héroes, y las respuestas de los oficiales británicos se presentan como ridículas. En Fortunes of War, el conflicto se muestra ampliamente desde la óptica de una mujer civil, una observadora, aunque los libros posteriores incluyen el punto de vista del soldado Simon Boulderstone desde el campo de batalla. Hay diferentes opiniones sobre si logró o no ser fiel a las escenas de batalla en Fortunes of War; las primeras críticas de Auberon Waugh y Hugh Massie las calificaron como inverosímiles y no totalmente conseguidas, pero otros han descrito su retrato de las batallas como vívido, conmovedor y muy convincente. Sus libros sirven como un indicio de la guerra y sus horrores; William Gerhardie notó en 1954 que Artist among the Missing «es una guerra vista a través de un alcance tan reducido que la lente quema y casi prende fuego el papel». Hace un fuerte hincapié en lo efímera que es la vida; la muerte y la mortalidad son una presencia y preocupación constante para los civiles y los soldados por igual; y la repetición –de historias, eventos y muertes– solía dar «la impresión de las vidas atrapadas en una guerra interminable» para la cual no se vislumbraba un final posible.

#### Colonialismo e imperialismo
Una de las principales temáticas de las obras de Manning es el Imperio británico en decadencia. Sus obras de ficción comparan las visiones deterministas e imperialistas de la historia con las que aceptan la posibilidad de cambio para aquellos desplazados por el colonialismo. Las obras de Manning toman una fuerte postura contra el imperialismo británico, y critican duramente el racismo, el antisemitismo y la opresión de finales de la era colonial británica. Según Steinberg, «presenta al imperialismo británico como un sistema corrupto y que se sirve sólo a sí mismo, que no sólo merece ser desarmado, sino que está a punto de serlo». Los personajes británicos de las novelas de Manning asumen casi en su totalidad la legitimidad de la superioridad y el imperialismo británicos, y luchan contra su posición como opresores que no son bienvenidos en países a los que habían sido llevados para expandir la influencia colonizadora de su nación. Según esta óptica, el personaje de Harriet, marginada como exiliada y mujer, es tanto opresora como oprimida, mientras que los personajes como Guy, el príncipe Yakimov y Sophie hacen gala de varias formas de poder y autoridad sobre el prójimo, reflejando en este microcosmos los conflictos nacionales y el imperialismo del Imperio británico. Phyllis Lassner, quien ha escrito muchos libros sobre la literatura de Manning desde una perspectiva colonial y posterior a la colonia, notó que ni a los personajes más amables se les perdona su complicidad como colonizadores; la reacción de los Pringle afirma «la relación conflictiva entre su propio estatus como exiliados de la colonia y como colonizados» y los egipcios nativos, aunque se les da muy poca voz directa en The Levant Trilogy, afirman la subjetividad de su país.
En The Artist Among the Missing (1949), Manning detalla las tensiones raciales que se crean cuando se mezclan el imperialismo y el multiculturalismo, y, como en sus otras novelas bélicas, evalúa la contradicción política: los británicos querían derrotar al nazismo y al mismo tiempo mantener su propia explotación colonizadora. School for Love (1951) es la historia de un niño huérfano que realiza un viaje decepcionante a una ciudad habitada por árabes, judíos y por una presencia colonizadora represiva representada en la novela por el personaje frío, santurrón y antisemita de Miss Bohun.
Manning explora estas temáticas no sólo en sus principales novelas ambientadas en Europa y en Oriente Medio, sino también en su obra ficticia ambientada en Irlanda, The Wind Changes (1937) y en ocho relatos cortos que fueron escritos a principios de su carrera. En estos libros, las actitudes colonialistas se reproducen mediante los estereotipos de los católicos del sur como personas salvajes, primitivas e indisciplinadas, mientras que los habitantes del norte se caracterizan como personas eficientes y bien ordenadas. Los personajes principales, desplazados, luchan por encontrar su lugar en grupos sociales cuyos valores ya no aceptan. Manning también se ha destacado por su enfoque directo sobre el impacto del final del control colonial. The Rain Forest (1974) presenta un punto de vista posterior muy pesimista, en el cual satiriza los valores de los expatriados británicos en una isla ficticia. También critica a los que se involucraron en el movimiento independentista y muestra una imagen desesperanzada de las futuras perspectivas posteriores a la independencia de la isla.

#### Desplazamiento y alteridad
El desplazamiento y la alienación son temáticas habituales en los libros de Manning. Los personajes suelen estar aislados, alejados física y emocionalmente de los contextos familiares, y se encuentran en una constante búsqueda de un lugar al que pertenecer. Esta crisis de identidad puede reflejar la propia vida de Manning, hija de una madre irlandesa y de un padre británico que era oficial naval. En 1969, le dijo a un entrevistador: «Me siento muy confundida sobre quién soy, nunca sentí realmente que perteneciera a un lugar determinado». En sus novelas ficticias bélicas, el conflicto crea ansiedad, desplazamiento emocional y distancia adicionales, ya que los personajes no pueden comunicarse entre sí. Eve Patten nota «el sentido penetrante de liminalidad (la mezcla de las técnicas literarias con las propias de las artes plásticas)» y la figura recurrente del refugiado en la obra de Manning. El interés en el desplazamiento se reforzó con las experiencias aterradoras y desorientadoras de la propia Manning como refugiada durante la guerra. Sus viajes también la colocaron en contacto directo con la situación mucho más grave de otros refugiados de guerra, incluyendo los judíos que buscaban asilo a bordo del Struma. El exilio tenía sus recompensas para los refugiados literarios tales como Manning, ya que le posibilitaba conocer diferentes culturas y le presentaba «una civilización pasada, más esplendorosa», según dijo ella misma en su crítica de la poesía británica de 1944. Sus libros, sin embargo, reflejan su profunda preocupación por la realidad de la mayor parte de los refugiados, quienes se representan como «un Otro degradado y desmoralizado», desafiando las nociones occidentales complacientes de estabilidad y nacionalidad.
Manning ha sido catalogada como una escritora orientalista, cuyas descripciones de las culturas suelen enfatizar los paisajes exóticos y extranjeros. Esta característica se presenta nítidamente en sus novelas ambientadas en Rumania. En éstas, los historiadores notan que Manning consideraba a Rumania como un «Otro» exótico, un legado del Imperio otomano localizado en los límites de la Europa civilizada y en la frontera con el Oriente no civilizado. Su perspectiva negativa de la alteridad de los rumanos la llevó a describirlos como una población aniñada que vive vidas decadentes, con mujeres pasivas e inmorales, invadida por la corrupción y todo en un ambiente salvaje y no civilizado. Esto contrasta con su percepción más positiva sobre Grecia y Europa Occidental como el centro de la civilización y de la vida ordenada en otros libros. Sin embargo, la alteridad, al mantenerse con la idea colonial de lo que era exótico presente en la literatura occidental, se desvanece cada vez más a medida que los personajes reconocen, mediante una mayor exposición con el país, lazos con la cultura occidental. Su descripción de Rumania provocó que Fortunes of War se prohibiera por ser considerado «literatura sediciosa» por el gobierno comunista del país.

#### Género y feminismo
Los libros de Manning no pueden clasificarse fácilmente como parte del canon feminista. Aunque la escritora apoyaba los derechos de la mujer, en particular la remuneración idéntica por el mismo trabajo, no fue parte del movimiento feminista; escribió que «[las militantes] hacen un espectáculo de sí mismas. Ninguna puede considerarse una belleza. La mayoría tiene la cara como copos de avena». En sus libros, Manning usa la palabra «femenino» en un sentido despectivo, y tiende a asociarlo con la autocomplacencia, estupidez y astucia que considera propias de su género, y la realización para las mujeres se representa mediante los roles convencionales de esposa, madre y todo lo que corresponde sólo a la esfera privada. Elizabeth Bowen señaló que Manning tuvo «una experiencia de vida casi masculina» que influenció sus obras sobre mujeres y guerras. Manning no se veía a sí misma como una escritora, sino más bien como un escritor que daba la casualidad de que era mujer, y a principios de su carrera ocultaba su género mediante la utilización de seudónimos e iniciales. Le resultaba más fácil crear personajes masculinos y en general sus novelas tendían a minimizar las diferencias entre los géneros, ya que escribía sobre gente en general en vez de sobre mujeres en particular. Harriet Pringle, por ejemplo, atraviesa un proceso de autodescubrimiento y de fortalecimiento como individuo sin demostrar una solidaridad feminista particular hacia su sexo. En The Doves of Venus (1960), basado en la amistad de Manning con Stevie Smith, los personajes femeninos muestran «el resentimiento propio de la década de 1950, más a menudo asociado con los hombres jóvenes». Treglown hizo un comentario sobre la manera en que los primeros libros de Manning, por lo general, se aproximaban de manera directa al sexo, a menudo promovido por los personajes femeninos. Su aproximación se hizo menos directa en los volúmenes posteriores, con una descripción más discreta del sexo, la sensualidad y la frustración sexual en Fortunes of War. El crítico Richard Sugg interpretó que los personajes femeninos de Manning se castigaban a sí mismos por haber infringido las normas de la sociedad sobre su género, como por ejemplo, por haber experimentado sentimientos eróticos. Por el contrario, Treglown planteó la hipótesis de que reflejaban el duelo de Manning por su hijo, fallecido antes de nacer.

## Obras
- Rose of Rubies (1929) – como Jacob Morrow
- Here is Murder (1929) – como Jacob Morrow
- The Black Scarab (1929) – como Jacob Morrow
- The Wind Changes (1937)
- Remarkable Expedition: The Story of Stanley's Rescue of Emin Pasha from Equatorial Africa (The Reluctant Rescue en EUA) (1947)
- Growing Up (1948)
- Artist Among the Missing (1949)
- The Dreaming Shore (1950)
- Escuela de amor (1951; publicado en España en 1952)[214]
- A Different Face (1953)
- The Doves of Venus (1955)
- My Husband Cartwright (1956)
- La gran fortuna (The Balkan Trilogy; 1960; fue publicado en España en 1961).[215] Traducción al castellano más reciente en 2020.
- The Spoilt City (The Balkan Trilogy; 1962). Traducción al castellano como La ciudad expoliada (Libros del Asteroide, 2022).
- Friends and Heroes (The Balkan Trilogy; 1965)
- Colección Fortunes of War: the Balkan Trilogy (1981)
- Extraordinary Cats (1967)
- A Romantic Hero, and other stories (1967)
- The Play Room (The Camperlea Girls en EUA) (1969)
- The Rain Forest (1974)
- The Danger Tree (The Levant Trilogy; 1977)
- The Battle Lost and Won (The Levant Trilogy; 1978)
- The Sum of Things (The Levant Trilogy; 1980)
- Antología titulada Fortunes of War: the Levant Trilogy (1982)[216]